# Berend von Plesse

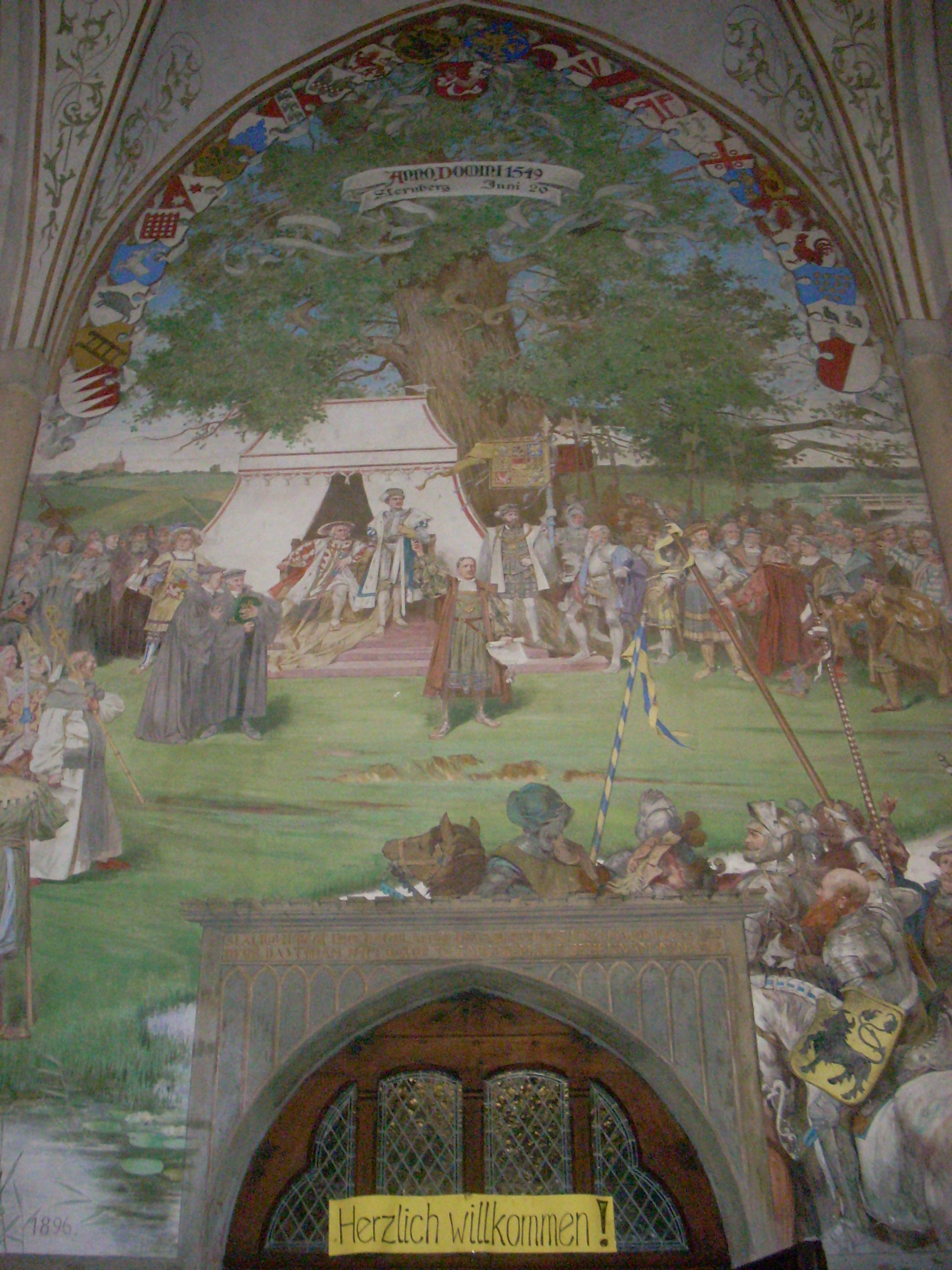
Fresko vom Landtag an der Sagsdorfer Brücke in der Stadtkirche Sternberg; im Vordergrund rechts (mit Wappenschild der Plessen): Landwirt Berend von Plesse, der Auslöser der Reformationsbewegung im nordwestlichen Mecklenburg (Fritz Greve, 1896)

Berend von Plesse (urkundlich 1527; † 4. Februar 1555 in Damshagen) war mecklenburger Großgrundbesitzer, Angehöriger der Ritterschaft und gilt als Hauptförderer der Reformationsbewegung im nordwestlichen Mecklenburg. Er stammte aus dem ursprünglich edelfreien mecklenburg-holsteinischen Adelsgeschlecht Plesse. (Die Namensform Plesse wird im 17. und 18. Jahrhundert durch Plessen ersetzt.)

## Leben
Berend von Plesse war der zweitgeborene Sohn des Gutsbesitzers auf Großenhof, Tressow und Zierow Kord von Plesse (urkundlich: 1455–1501) und dessen Frau Christine, geb. von Parkentin.
Wie sein Vater wurde er ritterschaftlicher Gutsherr im Klützer Winkel und zu seinem umfangreichen Landbesitz gehörten die Dörfer Tressow, Damshagen, Hagen, Lütken, Greschendorf, Tramm, Hofe, Nieder-Klütz, Pohnstorf, Stellshagen, Hohen-Schönberg und Grundshagen. Über weiteren Landbesitz verfügte er in Gressow, Steinfort und Fliemstorf.

## Familie
Seine Ehefrau Dorothea († 1562) entstammte der Ehe des Otto von Gadendorp mit Anna, geb. von Ahlefeldt. Das Ehepaar Berend und Dorothea von Plesse hinterließ die Söhne Kord und Heinrich.

## Fehdezug gegen den Bischof von Ratzeburg
Berend von Plesse übte das weltliche Patronat der Pfarrei zu Gressow aus. In dieser Funktion setzte er den aus Lübeck verbannten protestantischen Prediger Thomas Aderpul im Jahre 1526 auf dem Pfarramt des bisherigen „einäugigen hülflosen Priesters“ als Gemeindepfarrer ein, der damit zugleich auch der erste lutherische Prediger im Klützer Winkel wurde und zudem eine Frau hatte. Die Reformation machte nach der Einsetzung Aderpuls in der Bevölkerung rasche Fortschritte. Der das katholische Kirchenlehen in Gressow ausübende Bischof von Ratzeburg, Georg von Blumenthal, ließ den nach seiner Ansicht „ketzerischen“ Thomas Aderpul im Dezember 1529 gefangen nehmen und auf seiner Burg in Schönberg in den Kerker sperren. Alle Bemühungen Berend von Plesses, den Gemeindepfarrer Aderpul über den mecklenburger Herzog Heinrich V. wieder frei zu bekommen, scheiterten an der Unnachgiebigkeit des Bischofs. Nicht beglichene und ganz erhebliche Schulden der Klützer Ritterschaft bei der katholischen Geistlichkeit verhärteten und verschärften die Situation zusätzlich. Die im Klützer Winkel ansässigen Ritter derer von Plesse, allen voran Berend von Plesse und sein älterer Bruder Johann sowie zahlreiche weitere Adelsfamilien aus der Region, griffen nun zur Gewalt und unternahmen einen Fehdezug in das Bistum Ratzeburg, um den inhaftierten Pfarrer Aderpul zu befreien.

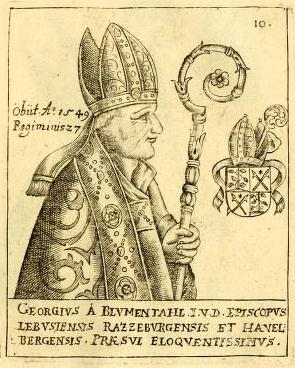
Der Adressat des Plesse’schen Fehdebriefes: Bischof Georg von Blumenthal aus dem Bistum Ratzeburg.

Am 26. Dezember 1529 erhielt Bischof Georg von Blumenthal einen Fehdebrief seines Widersachers Berend von Plesse, dessen Inhalt wie folgt historisch überliefert ist:
Der Bischof glaubte
in seinem Hochmut wohl,
daß die Bäume für ihn zweimal grünten,
während sie für andere Menschen nur einmal grünten,
aber sein Hochmut sollte
von ihnen nicht schimpflich aufgenommen,
sondern gedacht und gebrochen werden!
Die am Fehdezug beteiligten Ritter forderten die Übergabe der Burg und die Freilassung Aderpuls.
Als Bischof Georg von Blumenthal den Fehdebrief gelesen hatte, sprach er zu seinem Burghauptmann Bernd Rohr die folgenden überlieferten Worte:
Was sollten die Klützerörter thun!
Wenn es eine gute, große Kanne Bier wäre,
so wären die Klützerörter gute Nachbaren dazu,
sie söffen sie wohl aus.
Sein Burghauptmann soll dem Bischof von Ratzeburg darauf erwidert haben:
Gnädiger Herr, die Gesellen,
die die große Kanne Bier wohl aussaufen können,
die lassen sich auch wohl finden und halten,
was sie zusagen.
Mit insgesamt drei Schüssen aus einer Kanone konnte Burghauptmann Bernd Rohr die Angreifer anschließend in die Flucht schlagen.
Fritz Meyer-Scharffenberg schrieb, dass man heute nicht mehr wisse, ob es „Furcht, Überraschung oder der Herdentrieb der Pferde war, jedenfalls versetzten sich die Belagerer mit großer Geschwindigkeit in gehörigen Abstand.“
Auf dem Rückzug kam es zu erheblichen Plünderungen in den Dörfern Groß Bünstorf, Klein Bünstorf, Blüssen, Rüschenbek, Poppenhusen und Rodenberg (heutige Gemeinde Papenhusen) durch die abziehenden Ritter; außerdem plünderten sie die Kapelle von Blüssen.
Der Fehdezug des Berend von Plesse und der Ritter aus dem Klützer Winkel ging als „Der Religionskrieg im Bisthume Ratzeburg“ in die mecklenburgische Landesgeschichte ein.
Nach einem Jahr Haft wurde Pfarrer Aderpul aus seiner Gefangenschaft entlassen; seine Pfarrstelle in Gressow trat er nicht wieder an. Die bereits vor seiner Kerkerhaft eingeleitete Reformationsbewegung insgesamt ließ sich in Mecklenburg nicht mehr aufhalten.

## Tod und Beisetzung

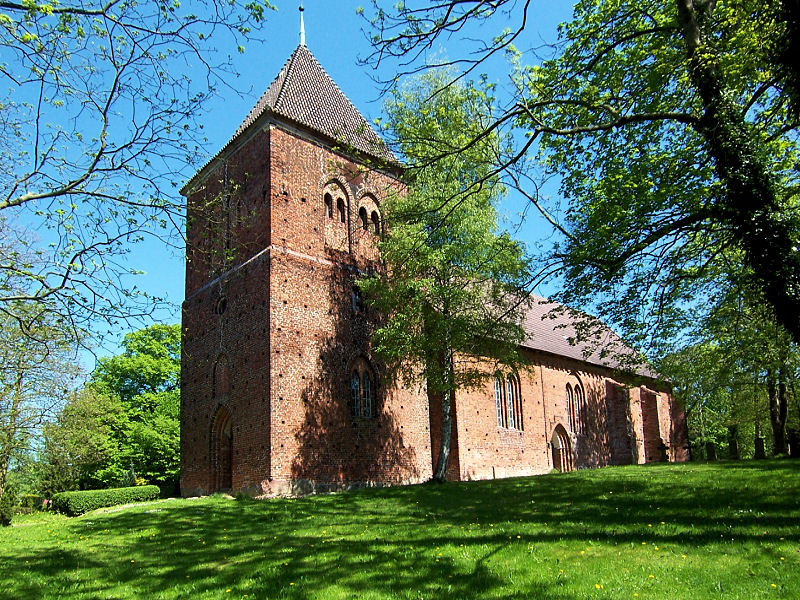
Dorfkirche St. Thomas in Damshagen – Begräbnisstätte des Berend von Plesse

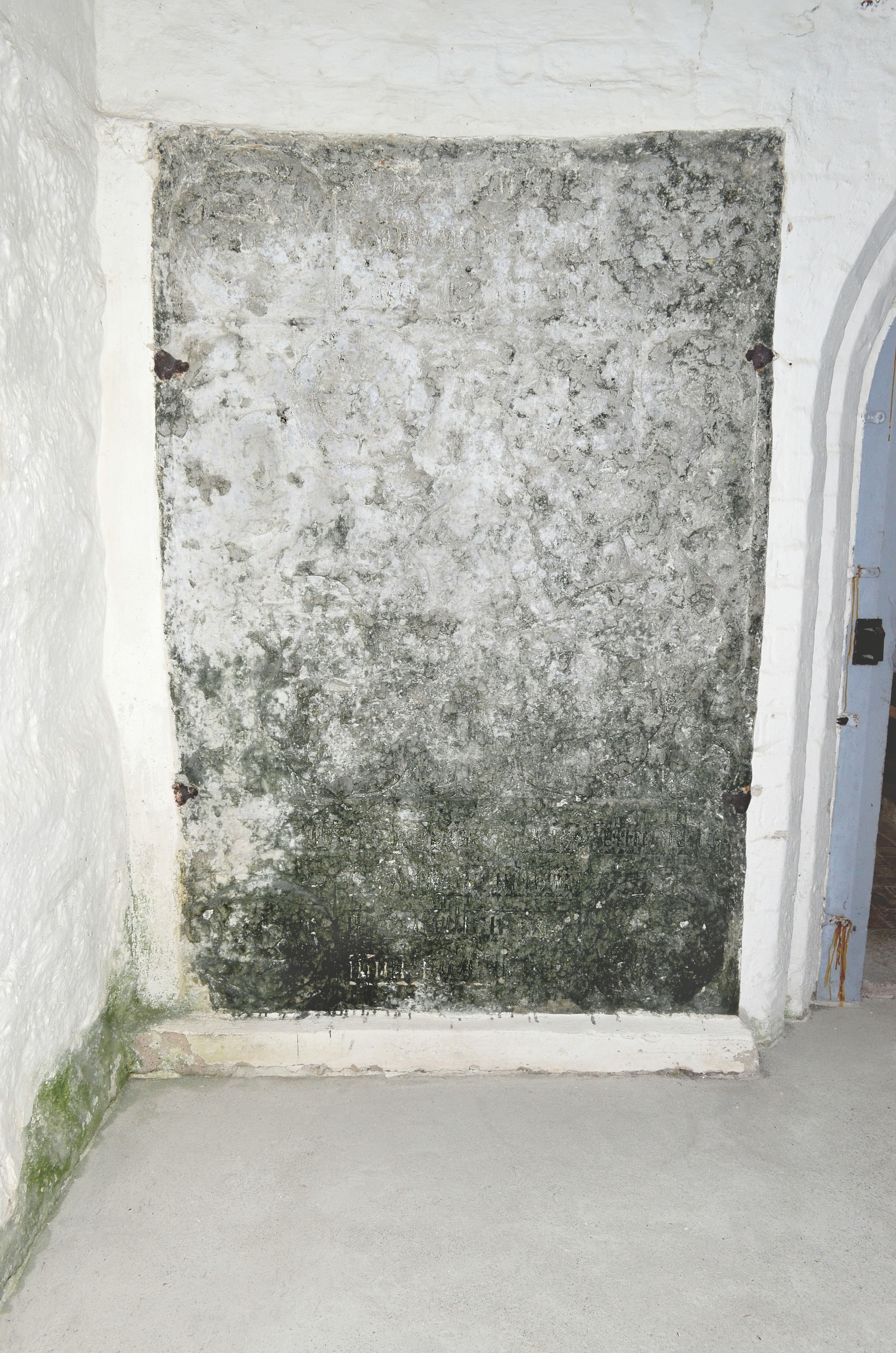
(Mutmaßlich) Berends Grabstein aus dem Jahr 1555

Am 4. Februar 1555 starb Berend von Plesse in Damshagen. Er wurde in der St.-Thomas-Kirche in Damshagen vor dem Altar beigesetzt. Sein großes Schwert wurde ihm mit ins Grab gegeben. Die Grabsteine Berend von Plesses und seines Sohnes Kord (1532–1601) befinden sich heute noch in dieser Kirche.

## Trivia
Der renommierte und vielfach ausgezeichnete Schriftsteller Fritz Meyer-Scharffenberg befasste sich in seinem historischen Roman „Der Angstmann“ im Jahre 1975 mit der realen Person des Berend von Plesse und charakterisierte ihn als Feigling, der sein „großes Schwert“ in Wahrheit im Kampf niemals eingesetzt hatte, sondern vielmehr plündernd und vandalierend die Flucht vorzog.